# F-Spot
F-Spot es un visor y organizador de imágenes para el escritorio GNOME.

## Funcionalidad
F-Spot apunta a una interfaz fácil de usar pero que al mismo tiempo provee una función avanzada como la inclusión de metadatos en las imágenes, ya sean EXIF o XMP.
Provee soporte para los formatos más importantes, incluyendo JPEG, PNG, TIFF, DNG así como otros que son propietarios (RAW (CR2, PEF, ORF, SRF, CRW, MRW y RAF).
Otros formatos soportados son GIF, SVG y PPM. Al menos hasta el año 2006, los formatos de tipo RAW no son editables con F-Spot.
Las fotografías pueden ser importadas directamente desde la cámara gracias al soporte de controlador que se provee: libgphoto2.
Las funciones básicas como rotar y redimensionar están disponibles junto a otras más avanzadas como el versionado y el tratamiento de ojos rojos ocasionados por el flash.
También se pueden hacer ajustes al color, incluyendo brillo, contraste, saturación, temperatura y tonalidad.
Se pueden crear CD de fotografías simplemente seleccionando múltiples fotos y pulsando «Exportar a CD» en el menú principal.
Las fotografías en la biblioteca de F-Spot pueden transferirse a servicios en línea de almacenamiento de fotos.
El soporte para Flickr es una de las opciones más avanzadas, pero F-spot también soporta transferencia hacia Gallery o O.r.i.g.i.n.a.l. F-Spot también provee conectividad con Google Picasa Web Album. También incluye exportación a 23hq y SmugMug.

## Información técnica
F-Spot está diseñado para el escritorio GNOME y fue escrito en el lenguaje de programación C# (C Sharp) utilizando Mono. El proyecto F-Spot fue iniciado por Ettore Perazzoli y es actualmente mantenido por Larry Ewing.
F-Spot es el visor de imágenes predeterminado en varias distribuciones Linux basadas en GNOME. Sin embargo ha sido reemplazado por Shotwell en Fedora 13 y Ubuntu 10.10 (Maverick Meerkat).